# Željko Fajfrić
Željko Fajfrić (szerbül: Жељко Фајфрић; 1957. február 24.) szerb jogászprofesszor, író. 

## Életrajz
Fajfrić 1957-ben született Šid városában (ma: Szerbia) ahol a középiskolát is végezte. 1979-ben szerzett jogi diplomát az újvidéki egyetemen. 1994-ben a kragujevaci jogi karon fejezte be a doktori disszertációját.

## Művei
- Veliki župan Stefan Nemanja, 1995
- Kralj Stefan Prvovenčani, 1997
- Fruškogorska Sveta gora, 1997
- Putovanje u Hristovu Svetu zemlju, 1997
- Sveta loza Stefana Nemanje, 1998 ISBN 978-86-85269-06-6; 2008
- Knez Lazar i Despot Stefan, 1998 ISBN 978-86-85269-08-0
- Loza Brankovića, Grafosrem, 1999 ISBN 978-86-85269-09-7
- Veliki župan Nikola Altomanović, 2000
- Ruski carevi, 2008 ISBN 978-86-85269-17-2
- Istorija krstaških ratova
- Bila jednom jedna zemlja
- Istorija Srbije
- Kotromanići. Šid: Grafosprem-Srpska pravoslavna zajednica (2000). Hozzáférés ideje: 2020. január 16.
- Turski sultani ISBN 978-86-85269-28-8
- Dinastija Obrenović ISBN 978-86-85269-32-5
- Vizantijski carevi ISBN 978-86-85269-18-9
- Tajanstveni vitez ISBN 978-86-85269-23-3
- Srpske kraljice i princeze
- Aleksandar Makedonski
- Istorija Rusije
- Manastir Piva
- Dinastija Karađorđević ISBN 978-86-85269-42-4
- Istorija YU rock muzike, 2009 ISBN 978-86-85269-30-1